# Parque Linear Cajuru
O Parque Linear Cajuru é um logradouro da cidade de Curitiba, capital do estado do Paraná. O parque linear faz divisa com a cidade de Pinhais e tem 2.100 metros de extensão e 104 mil m2 e a sua principal entrada fica próximo ao Autódromo Internacional de Curitiba.
Inaugurado em 2002 com a intenção de recuperar as margens do Rio Atuba e recompor a mata ciliar. No ato da sua inauguração foram plantadas espécies nativas a fim de evitar erosões e preservar a faixa de drenagem do rio.
O local conta com uma estrutura de lazer, tais como: ciclovia, pistas de skate, canchas poliesportivas, campo de futebol, canchas de areia, playground, entre outros equipamentos, tornando-se, assim, uma opção de entretenimento e lazer para os moradores da região.
Esta projetado para 2011 a construção de um Centro de Ginástica no local.